# Propicillin
Propicillin ist eine organisch-chemische Verbindung der Gruppe der β-Lactam-Antibiotika, genauer der semisynthetischen β-Lactam-Antibiotika. Es zählt zu den Penicillin-Derivaten und wird in Form des Monokaliumsalzes eingesetzt. Patentiert wurde es 1961 von Beecham (jetzt GlaxoSmithKline). Es ist ähnlich wie Benzylpenicillin (Penicillin G) gegen einige Gram-positive Bakterien wirksam.

## Eigenschaften
Die Wirkung von Propicillin ist weniger stark als die vom Penicillin G. Propicillin kann aufgrund der guten Resorbierbarkeit und der Stabilität gegenüber von Säuren oral verabreicht werden. Gegenüber von β-Lactamasen ist es allerdings empfindlich.

## Herstellung
Zur Synthese von Propicillin wird 6-Aminopenicillansäure an der primären Aminogruppe (NH2) acyliert. Zur Acylierung wird (RS)-2-Phenoxybuttersäure in Kombination mit Chlorameisensäureisobutylester in Gegenwart von Triethylamin verwendet. Dabei entsteht Propicillin als Diastereomerengemisch.

## Isomere und Salze
| Name und Synonyme | CAS‑Nummer | Summenformel | Molare Masse [g·mol‑1] | Datenbank‑Links                                        |
| --- | ---------- | ------------ | ---------------------- | ------------------------------------------------------ |
| Levopropicillin - (2S,5S,6S)-3,3-Dimethyl-7-oxo-6-[(S)-2-phenoxybutanamido]-4-thia-1-azabicyclo[3.2.0]heptan-2-carbonsäure - 6-(L-α-Phenoxybutyramido)penicillansäure - (−)-(1-Phenoxypropyl)penicillin | 3736-12-7  | C18H22N2O5S  | 378,44                 | PubChem: 172994 UNII: EVM0146RSP Wikidata: Q27277383   |
| Propicillin-Kalium - (2S,5S,6S)-3,3-Dimethyl-7-oxo-6-(2-phenoxybutanamido)-4-thia-1-azabicyclo[3.2.0]heptan-2-carbonsäure-Kaliumsalz                                                                    | 1245-44-9  | C18H21KN2O5S | 416,53                 | PubChem: 23682190 UNII: 75RXW2P83Y Wikidata: Q27114769 |
| Levopropicillin-Kalium - Lilly 38389 - P 248 | 4803-44-5  | C18H21KN2O5S | 416,53                 | PubChem: 23674237 UNII: 2IY8ZC06FM Wikidata: Q27254802 |
| Isopropicillin - (2S,5S,6S)-3,3-Dimethyl-6-(1-methyl-2-phenoxypropanamido)-7-oxo-4-thia-1-aza-bicyclo[3.2.0]heptan-2-carbonsäure - Lilly 33332                                                          | 4780-24-9  | C18H22N2O5S  | 378,44                 | PubChem: 3038477 UNII: 05T9139TJW Wikidata: Q27236134  |